# Howard Lindsay
Howard Lindsay född 29 mars 1889 i Waterford, New York, USA, död 11 februari 1968 i New York, New York, USA, var en amerikansk skådespelare, regissör och dramatiker. Han samarbetade ofta med Russel Crouse. Flera av deras pjäser och musikaler har filmatiserats, däribland Sound of Music, Samhällets fiende no 13, Pappa och vi och Call Me Madam.

## Teater

### Dramatik
- 1927 – Tommy, tillsammans med Bertrand Robinson
- 1930 – Your Uncle Dudley, tillsammans med Bertrand Robinson
- 1930 – Oh, Promise Me, tillsammans med Bertrand Robinson
- 1933 – She Loves Me Not (baserad på en roman av Edward Hope)
- 1934 – Anything Goes, tillsammans med Russel Crouse, P.G. Wodehouse, Guy Bolton och Cole Porter (filmatiserad som Samhällets fiende no 13 1936).
- 1935 – A Slight Case of Murder, tillsammans med Damon Runyon
- 1936 – Red, Hot and Blue, tillsammans med Russel Crouse och Cole Porter
- 1937 – Hooray for What!, tillsammans med Russel Crouse, E.Y. Harburg och Harold Arlen
- 1939 – Life with Father, tillsammans med Russel Crouse (filmatiserad som Pappa och vi 1947).
- 1942 – Strip for Action, tillsammans med Russel Crouse.
- 1945 – State of the Union, tillsammans med Russel Crouse (filmatiserad som I valet och kvalet 1948).
- 1948 – Life With Mother, tillsammans med Russel Crouse.
- 1950 – Call Me Madam, tillsammans med Russel Crouse och Irving Berlin (filmatiserad 1953).
- 1951 – Remains to Be Seen , tillsammans med Russel Crouse (filmatiserad som Mord på en död 1953).
- 1953 – The Prescott Proposals, tillsammans med Russel Crouse.
- 1955 – The Great Sebastians, tillsammans med Russel Crouse.
- 1956 – Happy Hunting, tillsammans med Russel Crouse, Matt Dubey och Harold Karr.
- 1959 – Tall Story, tillsammans med Russel Crouse (filmatiserad som Flickor gillar långa killar 1960).
- 1959 – Sound of Music, tillsammans med Russel Crouse, Richard Rodgers och Oscar Hammerstein.
- 1962 – Mr. President, tillsammans med Russel Crouse och Irving Berlin.

### Roller
| År   | Roll             | Produktion                                          | Regi                  | Teater                                                                          |
| ---- | ---------------- | --------------------------------------------------- | --------------------- | ------------------------------------------------------------------------------- |
| 1917 |                  | Billeted F. Tennyson Jesse och H.M. Harwood         |                       | Playhouse Theatre, New York                                                     |
| 1919 | Laramy           | A Young Man's Fancy John T. McIntyre                |                       | Playhouse Theatre, New York                                                     |
| 1921 | Vincent Leach    | Dulcy George S. Kaufman och Marc Connelly           | Howard Lindsay        | Frazee Theatre, New York                                                        |
| 1923 | Rollins          | Sweet Nell of Old Drury Paul Kester                 |                       | 48th Street Theatre, New York                                                   |
| 1925 | Richard Graham   | Two By Two John Turner och Eugenie Woodward         |                       | Selwyn Theatre, New York                                                        |
| 1934 | Henry Smith      | By Your Leave Gladys Hurlbut och Emma Wells         | Alfred De Liagre, Jr. | Morosco Theatre, New York senare flyttad till Ethel Barrymore Theatre, New York |
| 1939 | Pappa            | Life with Father Howard Lindsay och Russel Crouse   | Bretaigne Windust     | Empire Theatre, New York                                                        |
| 1948 | Pappa            | Life with Mother Howard Lindsay och Russel Crouse   | Guthrie McClintic     | Empire Theatre, New York                                                        |
| 1951 | Benjamin Goodman | Remains to Be Seen Howard Lindsay och Russel Crouse | Bretaigne Windust     | Morosco Theatre, New York                                                       |
| 1952 | Julian Prescott  | One Bright Day Sigmund Miller                       | Michael Gordon        | Royale Theatre, New York                                                        |

### Regi
| År   | Produktion              | Upphovsmän                                                                | Teater                                                                          |
| ---- | ----------------------- | ------------------------------------------------------------------------- | ------------------------------------------------------------------------------- |
| 1921 | Dulcy                   | George S. Kaufman och Marc Connelly                                       | Frazee Theatre, New York                                                        |
| 1921 | The Wren                | Booth Tarkington                                                          | Gaiety Theatre, New York                                                        |
| 1922 | To the Ladies           | George S. Kaufman och Marc Connelly                                       | Liberty Theatre, New York                                                       |
| 1923 | The Good Old Days       | Aaron Hoffman                                                             | Broadhurst Theatre, New York Regi tillsammans med Aaron Hoffman                 |
| 1924 | The Haunted House       | Owen Davis                                                                | George M. Cohan's Theatre, New York                                             |
| 1925 | The Poor Nut            | J. C. Nugent och Elliott Nugent                                           | Henry Miller's Theatre, New York                                                |
| 1926 | The Good Fellow         | George S. Kaufman och Herman J. Mankiewicz                                | Playhouse Theatre, New York Regi tillsammans med George S. Kaufman              |
| 1927 | Tommy                   | Howard Lindsay och Bertrand Robinson                                      | Gaiety Theatre, New York Regi tillsammans med Bertrand Robinson                 |
| 1928 | The Beaux Stratagem     | George Farquhar                                                           | Hampden's Theatre, New York                                                     |
| 1929 | This Thing Called Love  | Edwin J. Burke                                                            | Maxine Elliott's Theatre, New York                                              |
| 1930 | Your Uncle Dudley       | Howard Lindsay och Bertrand Robinson                                      | Cort Theatre, New York Regi tillsammans med Bertrand Robinson                   |
| 1930 | The Up and Up           | Eva Kay Flint och Martha Madison                                          | Biltmore Theatre, New York                                                      |
| 1930 | Oh, Promise Me          | Howard Lindsay och Bertrand Robinson                                      | Morosco Theatre, New York Regi tillsammans med Bertrand Robinson                |
| 1932 | Child of Manhattan      | Preston Sturges                                                           | Fulton Theatre, New York                                                        |
| 1932 | Gay Divorce             | Cole Porter och Dwight Taylor                                             | Ethel Barrymore Theatre, New York senare flyttad till Shubert Theatre, New York |
| 1933 | The Party's Over        | Daniel Kusell                                                             | Vanderbilt Theatre, New York                                                    |
| 1933 | She Loves Me Not        | Howard Lindsay Baserad på en roman av Edward Hope                         | 46th Street Theatre, New York                                                   |
| 1934 | Anything Goes           | Cole Porter, P.G. Wodehouse, Guy Bolton, Howard Lindsay och Russel Crouse | Alvin Theatre, New York senare flyttad till 46th Street Theatre, New York       |
| 1935 | A Slight Case of Murder | Howard Lindsay och Damon Runyon                                           | 48th Street Theatre, New York Regi tillsammans med Damon Runyon                 |
| 1936 | Red, Hot and Blue       | Howard Lindsay, Russel Crouse och Cole Porter                             | Alvin Theatre, New York                                                         |
| 1937 | Hooray for What!        | Howard Lindsay, Russel Crouse, E.Y. Harburg och Harold Arlen              | Winter Garden Theatre, New York Regi tillsammans med Vincente Minnelli          |
| 1953 | The Prescott Proposals  | Howard Lindsay och Russel Crouse                                          | Broadhurst Theatre, New York                                                    |
| 1960 | A Lovely Light          | Edna St. Vincent Millay Bearbetning Dorothy Stickney                      | Hudson Theatre, New York                                                        |